# スタフォード郡 (バージニア州)
スタフォード郡（英: Stafford County）は、アメリカ合衆国バージニア州の北東部に位置する郡である。独立市のフレデリックスバーグがラッパハノック川の対岸にある。人口は15万6927人（2020年）。郡庁所在地は国勢調査指定地域のスタフォードであり、同郡に法人化された町はなく、人口最大の町はやはり国勢調査指定地域のアクィアハーバーである。
郡内をアメリカ国道1号線、州間高速道路95号線、通勤鉄道のバージニア急行鉄道が通っている。スタフォード郡はワシントン・ボルチモア・北バージニア広域都市圏に含まれる。

## 歴史
スタフォード郡となった地域のポトマック川やその支流沿いに、数千年前から様々な文化を持った先住民族が住み続けていた。イングランド人が入ってきた時までにバージニア州の海岸地域にはアルゴンキン語族のインディアン32部族がおり、パタウォメック族など多くの部族はポウハタン連邦に属していた。現在も小さな部族がスタフォード郡周辺に住んでおり、2010年にバージニア州に認知された。
インディアンが最初にヨーロッパ人に遭遇したという記録が残るのは1608年のことであり、ジェームズタウンのジョン・スミス船長とだった。イングランド人初期開拓者とインディアンの間で緊張関係が繰り返されたとき、サミュエル・アーゴールが率いた植民地人がポウハタン酋長の娘で、夫のココウムと住んでいたポカホンタスを捕まえた。その場所がスタフォード郡東部であり、植民地人はそこから植民地第2の開拓地であるヘンライカスに連れて行った。ポカホンタスを捕まえている間に、アレクサンダー・ウィテカーがキリスト教に改宗させた。ウィテカーはポカホンタスの洗礼のときに、レベッカという名前を与えた。レベッカは1614年4月5日、ジェームズタウンでジョン・ロルフと結婚した。
バージニア植民地政府は土地と人民に独自の秩序を課した。1664年、スタフォード郡はウェストモアランド郡から分離して設立された。郡名は、イングランドのスタッフォードシャーから採られた。当時の領域は現在よりもかなり大きなものであり、現在北バージニアにあるアーリントン郡、フェアファックス郡、プリンスウィリアム郡、アレクサンドリア市が含まれていた。
ジョージ・ワシントンは子供時代の大半を郡内下流にあった家族の家で過ごした。フェリー・ファームと呼ばれ、フレデリックスバーグ市とはラッパハノック川の対岸にあった。ワシントンの父オーガスティン・ワシントンが所有していた土地にコロニアルフォージ高校が建設された。アメリカ合衆国建国の父の1人である。ジョージ・メイソンも若い時をスタフォード郡で過ごした。
1757年にガリソンビル近くに建てられたアクィア教会は、平面がギリシャ十字になっていることで、土地の建築の中では特異である。アメリカ合衆国国定歴史建造物に指定されている。この聖公会教会は現在も使われ続けている。
スタフォード郡の産業と資源は、植民地と国の初期に重要だった。アメリカ独立戦争のときには、鉄工所が軍隊の武器を造った。ガバメント・アイランドから切り出されたアクィアクリーク砂岩が、ホワイトハウスやアメリカ合衆国議会議事堂の建設に使われた。
南北戦争のとき、郡は戦場となり、数年間は10万人以上の部隊に占領された。アクィアハーバー地域ではアクィアクリークの戦いが起こった。北軍も南軍も戦略的なポトマッククリーク橋の支配を巡って何度も戦った。
フレデリックスバーグに接するファルマスの町は19世紀後半の画家ガリ・メルチャーズが晩年に暮らした町であり、その邸であるベルモントは今も残っている。
スタフォード郡は現在ワシントン大都市圏に属すると見なされている。多くの住人はアメリカ国道1号線、州間高速道路95号線、通勤鉄道のバージニア急行鉄道を使って、北のワシントンやその周辺で働きに通っている。
2008年5月9日早朝、郡南部で竜巻が起こり、郊外の家屋約140軒に損害を与えた。
2009年12月と2010年2月の吹雪でも重大な影響を受けた。郡庁所在地のスタフォードではどちらの時も2フィート (60 cm) の雪が積もった。2009年12月の時は25.4インチ (65 cm) とワシントン大都市圏として最大の降雪となり、2010年2月でも19.3インチ (49 cm) 積もった。

## 地理
アメリカ合衆国国勢調査局に拠れば、郡域全面積は280平方マイル (730 km2)であり、このうち陸地270平方マイル (700 km2)、水域は10平方マイル (26 km2)で水域率は3.43%である。郡の東境界に沿ってポトマック川が流れ、南境界はラッパハノック川が流れている。アクィア・クリークはブレントポイントでポトマック川に注いでいる。

### 交通

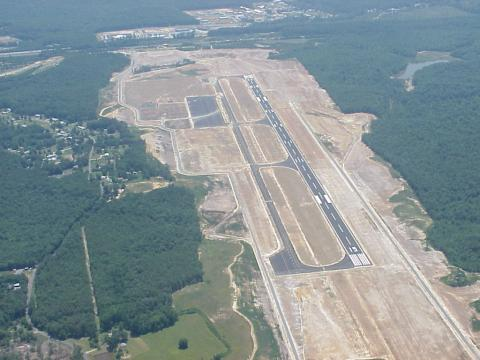
スタフォード地域空港

- スタフォード地域空港スタフォード地域空港
- 州間高速道路95号線
- アメリカ国道1号線
- アメリカ国道17号線
- バージニア州道3号線
- バージニア州道212号線
- バージニア州道218号線
- リーランド駅（バージニア急行鉄道の駅）
- ブルック駅（バージニア通勤急行の駅）
- ワシントンメトロ

### 隣接する郡と独立市
- フォーキア郡 - 北西
- プリンスウィリアム郡 - 北
- チャールズ郡 (メリーランド州) - 東
- キングジョージ郡 - 南東
- キャロライン郡 - 南
- フレデリックスバーグ市 - 南西
- スポットシルベニア郡 - 南西
- カルペパー郡 - 西

## 郡政府
スタフォード郡は7つの行政区域に分けられている。すなわちジョージ・ワシントン、ハートウッド、ファルマス、グリフィス・ワイドウォーター、アクィア、ガリソンビル、ロックヒルである。各地区から郡政委員会の委員を1人ずつ選出し、委員会が郡政を担当している。スタフォード郡は郡政委員会のある郡執行システムを採用している。委員会は管理の専門家である無党派の管理官を指名し、政府機関を管理させている。
アメリカ合衆国下院議員には共和党のロブ・ウィットマンを選出している。郡政委員7人のうち6人が共和党員である。

## 人口動態
以下は2010年国勢調査による人口統計データである。
| 基礎データ - 人口: 128,961人 - 世帯数: 38,237 世帯 - 家族数: 24,481 家族 - 人口密度: 132人/km2（342人/mi2） - 住居数: 31,405軒 - 住居密度: 45軒/km2（116軒/mi2） 人種別人口構成 - 白人: 72.5% - アフリカン・アメリカン: 15.6% - ネイティブ・アメリカン: 0.4% - アジア人: 2.8% - 太平洋諸島系: 0.10% - その他の人種: 3.2% - 混血: 4.0% - ヒスパニック・ラテン系: 9.2% 年齢別人口構成 - 18歳未満: 31.6% - 18-24歳: 7.8% - 25-44歳: 33.7% - 45-64歳: 21.1% - 65歳以上: 5.9% - 年齢の中央値: 33歳 - 性比（女性100人あたり男性の人口） - 総人口: 101.1 - 18歳以上: 99.5 | 世帯と家族（対世帯数） - 18歳未満の子供がいる: 46.9% - 結婚・同居している夫婦: 68.0% - 未婚・離婚・死別女性が世帯主: 9.3% - 非家族世帯: 18.9% - 単身世帯: 13.8% - 65歳以上の老人1人暮らし: 3.4% - 平均構成人数 - 世帯: 3.01人 - 家族: 3.32人 収入と家計 - 収入の中央値 - 世帯: 75,546米ドル（2007年では85,793米ドル） - 家族: 78,575米ドル（2007年では95,433米ドル） - 性別 - 男性: 47,080米ドル - 女性: 31,469米ドル - 人口1人あたり収入: 24,762米ドル - 貧困線以下 - 対人口: 3.5% - 対家族数: 2.4% - 18歳未満: 3.3% - 65歳以上: 5.3% |

## 国勢調査指定地域
| - スタフォード - 郡庁所在地 - アクィアハーバー - ファルマス - ガリソンビル - ハートウッド - ブルック | - マウンテンビュー - ルビー - ホワイトオーク - ハンプトンオークス - オースティンリッジ |

## 教育

### 高等教育機関
- メアリー・ワシントン大学
- ジャーマナ・コミュニティカレッジ
- ストレイヤー大学

### 高校
- ブルックポイント高校
- コロニアルフォージ高校
- マウンテンビュー高校
- ノーススタフォード高校
- スタフォード・シニア高校

### 私立学校
- ホリークロス・アカデミー

## 見どころ

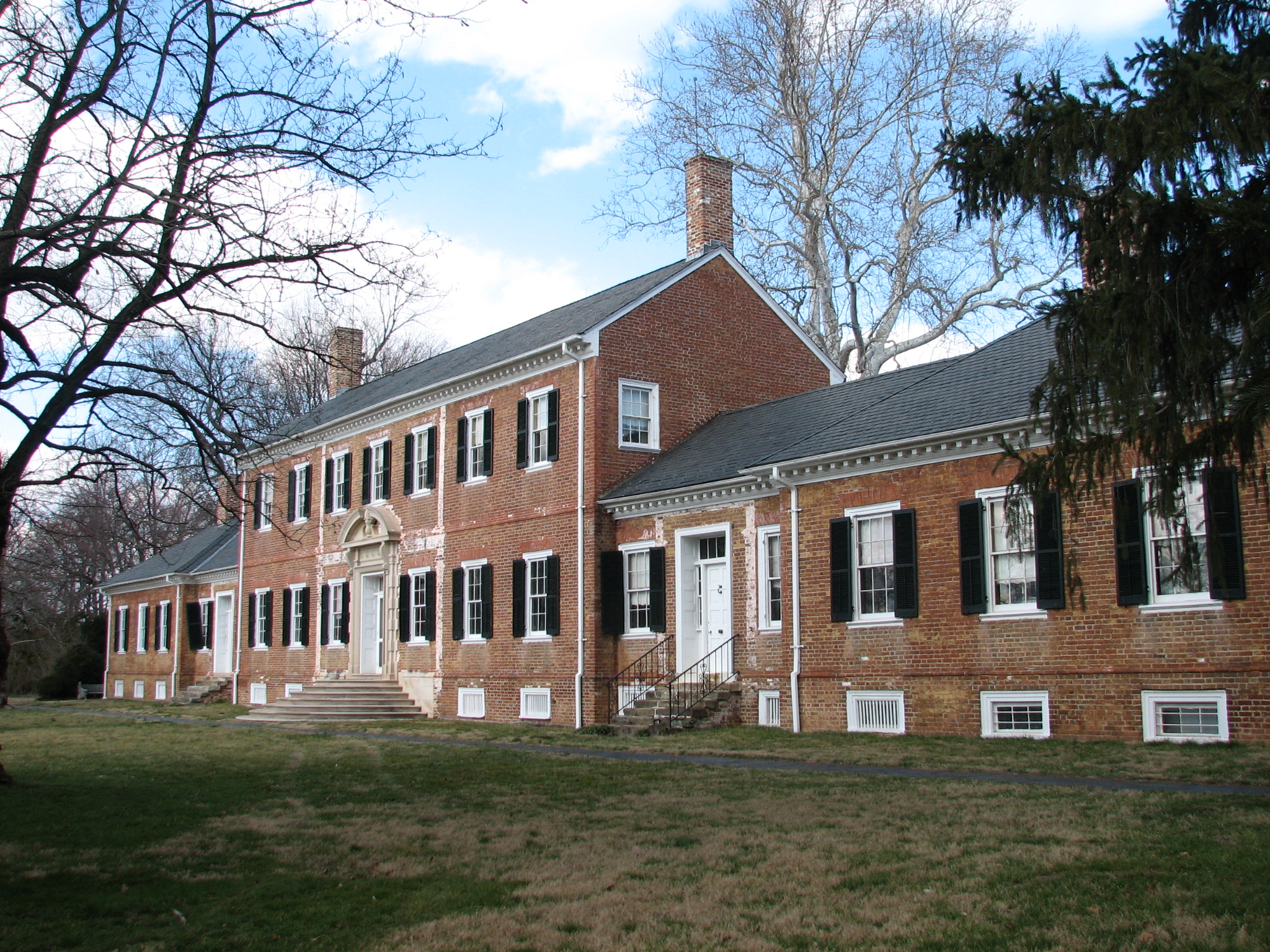
チャタム荘園

- フェリー・ファーム
- ベルモント
- アクィア教会
- チャタム荘園
- ホワイトオーク教会
- アクィア公園

## メディア
- 「ザ・フリー・ランス・スター」
- 「ザ・スタフォード・カウンティ・サン」
- 「ワシントン・ポスト」

## 著名な出身者
- ジョン・メイン、メジャーリーグベースボール選手、ニューヨーク・メッツの投手、フレデリックスバーグで生まれ、ノーススタフォード高校を卒業した
- ポカホンタス、インディアンの王女、パタウォメック族の夫ココウムと住んでいたが、植民地人に誘拐された
- ジョージ・ワシントン、少年時代を郡内のフェリー・ファームで過ごした